# Pascent
Pascent est  roi de Builth et de Gwerthrynion  vers 455 à 490. 

## Biographie
Pascent est considéré comme le 3e fils de Vortigern. Il hérite du cœur des domaines paternel autour de Builth. Selon les récits traditionnels son règne est consacré aux combats contre ses frères et les rois voisins rivaux comme Einion Yrth ap Cunedda et Cadell Ddyrnllwg ce qui lui permet d'établir vers 460 un petit royaume dont le nom est issu de celui de Vortigern le royaume de Gwerthrynion qui perdurera pendant douze générations jusqu'à son dernier roi nommé Ffernfael ap Tedwr. On ne connait rien plus de lui et de l'histoire de cette dynastie détaillé dans le manuscrit des Généalogies du Jesus College MS. 20:
Morgant mab Ewein m howel m Rees m y vraustud merch gloud m Pascen buellt m Gwed Gad m morvo m Elaed m Pawl m Idnerth m Riagath m Pascen m Gwrtheyrn gwrthenev. Gwrtheyrn gwrtheneu m gwidawl m Gwdoloeu m gloyw gwalltir. y gwr hwnw a wnaeth ar ymyl hafren tref. ac oe enw ef y gelwir yn gaer loew..

## Sources
- (en) Mike Ashley The Mammoth Book of British Kings & Queens Robinson (Londres 1998)   (ISBN 1841190969) « Pacent  Gwerthrynion fl 460s. » p. 156-157.
- (en) Peter Bartrum, A Welsh classical dictionary: people in history and legend up to about A.D. 1000, Aberystwyth, National Library of Wales, 1993 (ISBN 9780907158738), p. 602-603 PASGEN ap GWRTHEYRN. (400)
- (en) Timothy Venning, The Kings & Queens of Wales, Mill Brimscombe Port Stroud, Amberley Publishing,, 2013 (ISBN 9781445615776), p. 126-127 Rulers of Builth and Gwerthyrnion